# توقيت قياسي

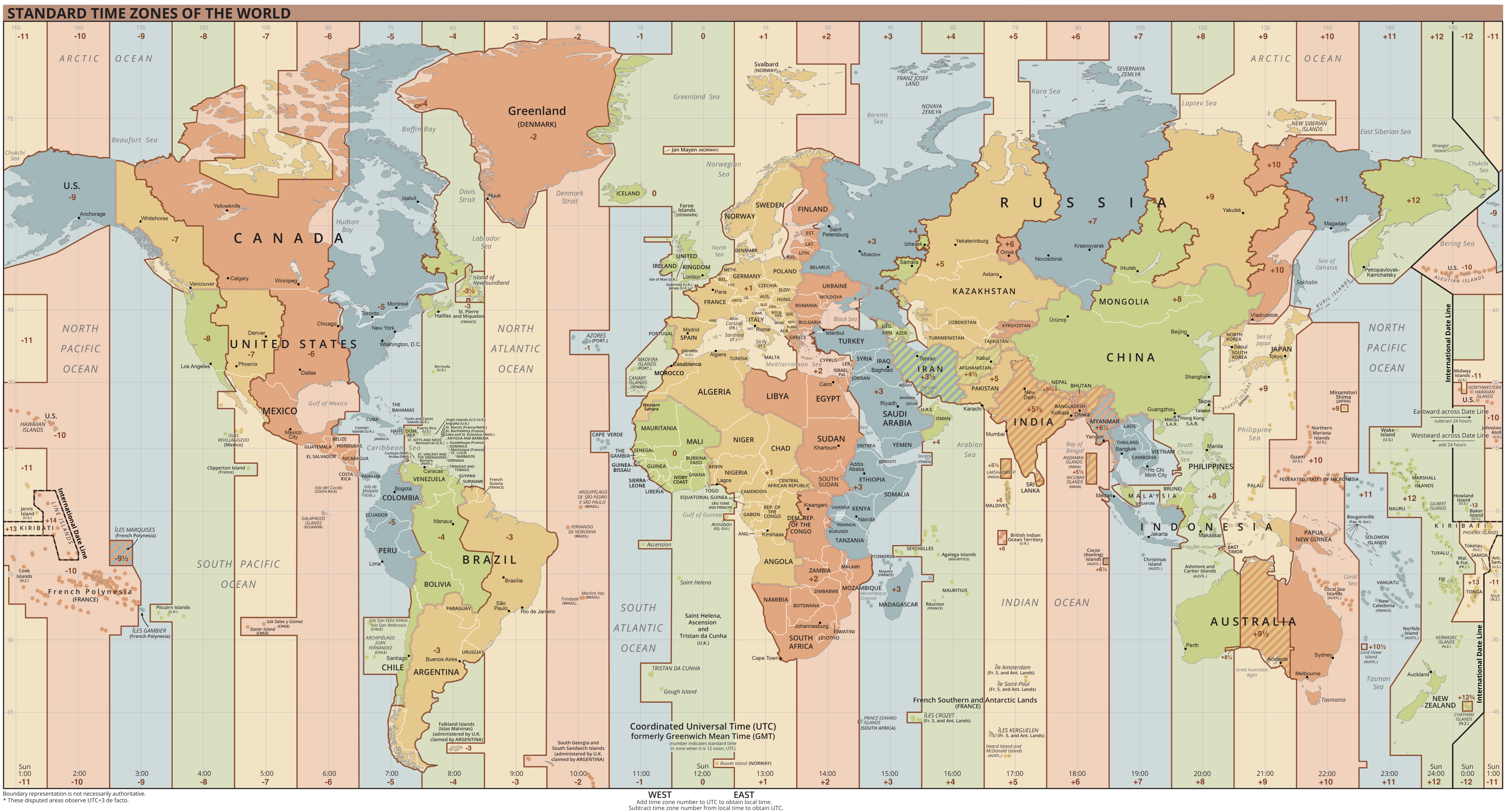
خريطة المناطق الزمنية في الوقت الحاضر

التوقيت القياسي أو التوقيت الشتوي هو مزامنة الساعات داخل منطقة جغرافية لمعيار زمني فردي، بدلاً من معيار الوقت المتوسط المحلي. بشكل عام، يتوافق التوقيت القياسي مع التوقيت المحلي في بعض خطوط الطول التي تمر عبر المنطقة، غالبًا بالقرب من مركز المنطقة. تاريخيًا، تم إنشاء التوقيت القياسي خلال القرن التاسع عشر للمساعدة في التنبؤ بالطقس والسفر بالقطار. تم تطبيق المناطق الجغرافية عالميًا في القرن العشرين، وأصبحت مناطق زمنية. أصبح التوقيت القياسي في كل منطقة زمنية يُعرَّف على أنه إزاحة من التوقيت العالمي. تُطبَّق إزاحة أخرى لجزء من السنة في المناطق ذات التوقيت الصيفي .
أدى اعتماد التوقيت القياسي، بسبب المراسلات التي لا تنفصل بين الوقت والطول الجغرافي، إلى ترسيخ مفهوم تقسيم الكرة الأرضية إلى نصفين شرقي وغربي، مع استبدال مختلف خطوط الطول الأول التي استخدامها سابقًا بخط الطول الرئيسي .